# Князь, Игорь Владимирович
Игорь Владимирович Князь (укр. Ігор Володимирович Князь; род. 23 июня 1955, Алупка, Крымская область, УССР, СССР) — советский и украинский военачальник, вице-адмирал. Командующий Южной военно-морской базы Украины (2001—2003) и ВМС Украины (2003—2006).

## Биография
Игорь Князь родился 23 июня 1955 года в Алупке. Его отец — проходил службу в пограничных войсках. В 1972 году окончил среднюю школу № 1 в Алупке и поступил на корабельный факультет Черноморского высшего военно-морского училища имени П. С. Нахимова. По окончании вуза, 10 июля 1977 года назначен командиром большого противолодочного корабля «Очаков». В 1982 году прошёл обучение на высших офицерских классах ВМФ в Ленинграде, а по их окончании продолжил службу на «Очакове». В составе экипажа корабля участвовал в походах на Средиземном море.
В качестве одного из лучших специалистов, 22 апреля 1983 года был назначен начальником 70-й бригады противовоздушной обороны Черноморского флота. Спустя три года, в августе 1986 года был направлен на обучение в Военно-морскую академии имени А. А. Гречко в Ленинграде. По окончании учёбы, 8 июля 1988 года назначен начальником противовоздушной обороны 39-й дивизии морских десантных сил ЧФ. 31 октября 1989 года как капитан 2 ранга стал старшим офицером отдела противовоздушной обороны штаба Черноморского флота.
В конце 1992 года принял решение служить на украинском флоте. Князь был направлен в организационную группу военно-морских сил Украины в Севастополе. После чего он был назначен начальником отдела противовоздушной обороны штаба ВМС Украины. Занимался созданием системы противовоздушной обороны ВСМ Украины. Также участвовал в разработке документов по разделу Черноморского флота. Приказом министра обороны Украины 14 июля 1994 года ему было присвоено звание капитана 1-го ранга. С 1995 по 1997 год — обучался в академии Вооружённых сил Украины на факультете подготовки специалистов оперативно-стратегического уровня. В июне 1997 года назначен начальником оперативного управления и заместителем начальника штаба ВМС Украины. С 25 августа 1999 года — первый заместитель начальника штаба ВМС Украины, а 22 августа 2000 года президент присвоил ему звание контр-адмирал. Принимал участие в подготовке международных учений «Редут», «Си Бриз» и «Фарватер мира». Участвовал в подписании договора о создании организации Блэксифор, куда входят страны Черноморского региона.
9 апреля 2001 года его назначили командиром Южного морского района (с 2003 года — Южная военно-морская база Украины), который базировался в Новоозёрном. Во время его руководства корабли базы участвовали в учениях Партнёрство во имя мира. В июне 2001 года командовал походом большого десантного корабля «Константин Ольшанский», который принимал участие в совместных украинско-грузинских учениях «Кооператив партнёр-2001». В январе 2003 года командовал походом «Ольшанского» в греческую Кавалу. Десантный корабль обратно вернулся с аккумуляторными батареями для подводной лодки «Запорожье» и огнём, который был торжественно установлен в день празднования 2500-летия Евпатории на центральной площади города.

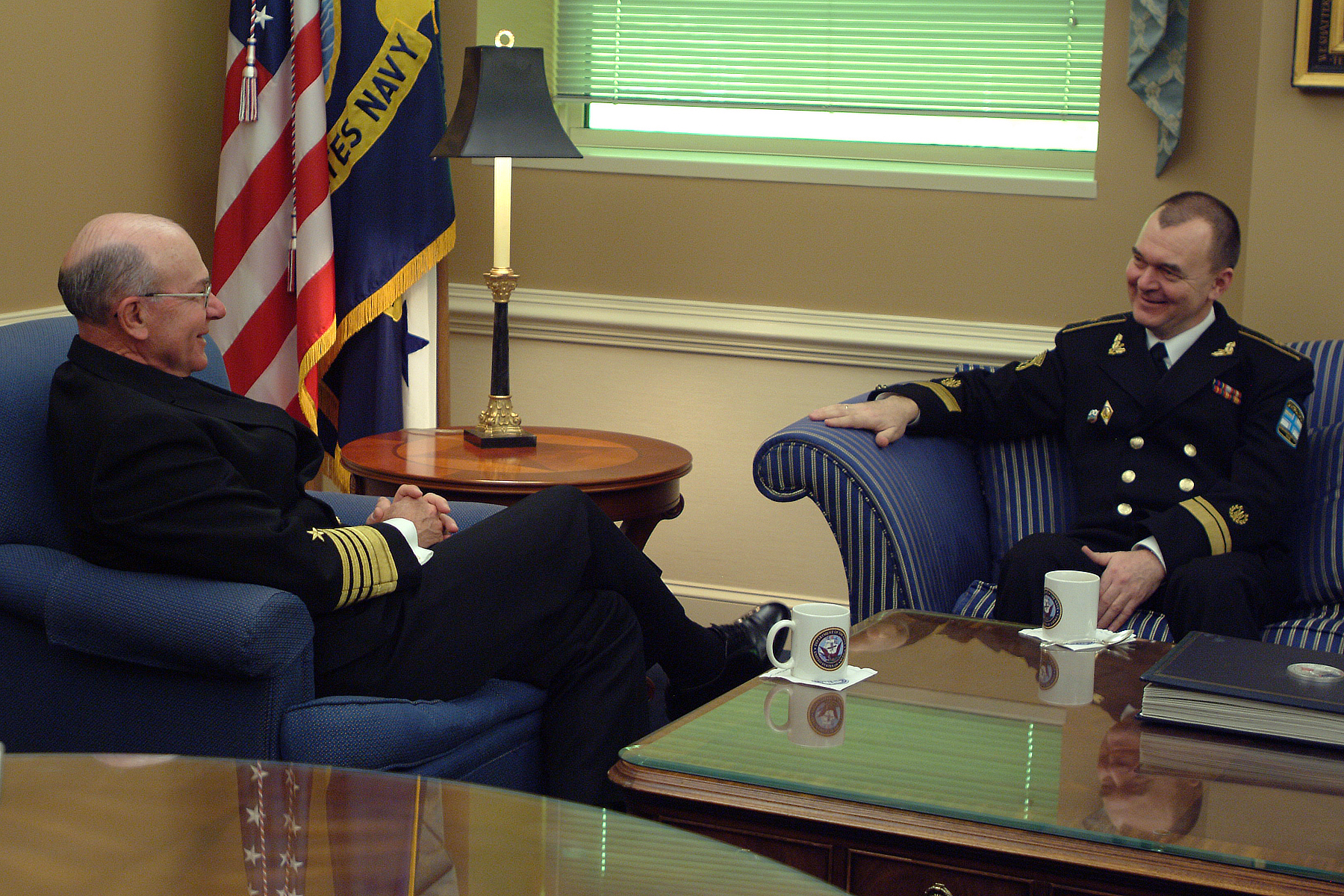
Встреча с руководителем военно-морскими операциями Верном Кларком (2004)

Указом Президента Украины Леонида Кучмы от 21 мая 2003 года Князь назначен командующим ВМС Украины. В декабре 2003 года вместе с командующий Черноморским флотом России вице-адмиралом Владимиром Масориным подписал документ «О введении в действие Правил рейдовой службы ВМС ВС Украины и ЧФ РФ на рейдах пункта базирования Севастополь». В феврале 2004 года посетил румынскую Браилу, где провёл встречу с главнокомандующим ВМС Румынии адмиралом Корнелиу Руденку. В апреле 2004 года посетил Тбилиси, где принял участие во встречи командующих стран членов Блэксифор. В 2005 году вошёл в совместную украинско-российскую межгосударственную комиссию. В мае 2005 года принял участие во встречи командующих стран членов Блэксифор в румынской Констанце. В июле 2005 года в составе корабля управления «Славутич» побывал с дружественным визитом в городе Котор (Сербия и Черногория).
После конфликта вокруг Тузлы Князь лоббировал в парламенте достройку ракетного крейсера «Украина».
Летом 2005 года президент Украины Виктор Ющенко вновь назначил его на должность командующего ВМСУ. В октябре 2005 года принимал участие во встречи командующих флотами стран НАТО и стран-партнёров в Афинах. В ноябре 2005 года принял участие во встречи командующих стран членом Блэксифор в Бухаресте. В феврале 2006 года посетил итальянский Неаполь, где встретился с командующим морским компонентом сил НАТО на юге Европы вице-адмиралом Роберто Чезаретти, а затем с официальным визитом прибыл в Турцию. 23 марта 2006 года президент Ющенко отправил Князя в отставку.
С 2006 года Князь являлся заместителем начальника Генерального штаба ВС Украины. В июне 2006 года принимал участие в заседании комиссии Украина-НАТО в Брюсселе. В ноябре 2011 года вошёл в совет старейшин клуба адмиралом и генералов ВМС Украины. Позже стал атташе по вопросам обороны при посольстве Украины в США.

## Награды
- Юбилейная медаль «60 лет Вооружённых Сил СССР» (1978)
- Юбилейная медаль «70 лет Вооружённых Сил СССР» (1988)
- Медаль «За безупречную службу» III степени (1983)
- Медаль «За безупречную службу» II степени (1988)
- Орден Богдана Хмельницкого III степени (2007)[20]
- Медаль «10 лет Вооружённым силам Украины» (2001)
- Медаль «15 лет Вооружённым силам Украины» (2006)
- Медаль «Ветеран военной службы» (2004)
- Отличие министра обороны Украины «Доблесть и честь» (1999)
- Отличие министра обороны Украины «Огнестрельное оружие» (2005)
- Отличие министра обороны Украины «Знак почёта» (2006)
- Почётный нагрудный знак «За доблестную военную службу Родине» (2007)
- Почётный нагрудный знак «За образцовую службу в Вооружённых Силах Украины» (2008)
- Орден преподобного Ильи Муромца III степени (2003) — за заслуги по возрождению духовности в Украине и утверждение Украинской Православной Церкви

## Личная жизнь
Женат — Лариса Николаевна. Вместе воспитали двоих детей. Марию и Александра. Оба связали свою жизнь с флотом и служат в ВМС Украины.
Увлечения Игоря это охота, подводная охота и рыбалка.